# Amblyeleotris marquesas
Amblyeleotris marquesas är en fiskart som beskrevs av Mohlmann och Randall 2002. Amblyeleotris marquesas ingår i släktet Amblyeleotris och familjen smörbultsfiskar. Inga underarter finns listade i Catalogue of Life. Dess utbredningsråde är Marquesasöarna.